# مادر اندروید
مادر اندروید یا قیام ربات‌های مرگبار (به انگلیسی: Mother/Android) یک فیلم علمی تخیلی و پسا-آخرالزمانی آمریکایی محصول سال ۲۰۲۱ به کارگردانی و نویسندگی ماتسون تاملین با بازی کلویی گریس مورتس، آلجی اسمیت و رائول کاستیلو است. این فیلم داستان یک زن باردار و دوست پسرش را روایت می‌کند که در میان تسخیر هوش مصنوعی سعی می‌کنند به یک بوستون مستحکم برسند. این فیلم در ۱۷ دسامبر ۲۰۲۱ از شبکه  هولو منتشر شد.

## داستان
کلوئی گریس مورتز قرار است در پروژه میراماکس به عنوان جورجیا بازی کند که به همراه دوست پسرش سام برای فرار از کشورشان که درگیر جنگی غیرمنتظره با هوش مصنوعی است به یک سفر خائنانه می‌رود. روزهای دور از ورود اولین فرزندشان این زن و شوهر باید با امید به رسیدن به ایمنی قبل از زایمان با قلعه‌ای برای قیام اندروید روبرو شوند...

## تولید
فیلمبرداری اصلی در سپتامبر ۲۰۲۰ در ماساچوست شروع شد و تا نوامبر همان سال ادامه داشت.

## انتشار فیلم
در ۱۰ مارس ۲۰۲۱، هولو حقوق پخش فیلم را در ایالات متحده به دست آورد. در ۱۷ دسامبر ۲۰۲۱ منتشر شد. نتفلیکس حقوق پخش بین‌المللی فیلم را به دست آورد و در ۷ ژانویه ۲۰۲۲ در تمام مناطق دیگر منتشر شد.

## بازخوردها
در وب‌سایت جمع‌آوری نقد راتن تومیتوز بر اساس رای ۳۰ منتقد دارای امتیاز ۳۳ درصد با میانگین امتیاز ۴٫۹ از ۱۰ ارزیابی شده‌است. اجماع منتقدان این وب‌سایت می‌گوید: «مادر اندروید از محدودیت‌های بودجه‌ای خود در سطح بصری فراتر می‌رود -- متأسفانه، این درام علمی تخیلی در زمینه داستان‌گویی کمتر موفق است.» در متاکریتیک، که از میانگین وزنی استفاده می‌کند، به مادر اختصاص داد. مادر اندروید امتیاز ۴۳ از ۱۰۰، بر اساس ۱۲ منتقد، نشان دهنده «بررسی‌های مختلط یا متوسط» است.
لنا ویلسون از نیویورک تایمز اظهار داشت که این فیلم اگرچه داستان «طنین عاطفی» با سازندگان فیلم دارد، اما با اشاره به موقعیت واقعی زندگی که بر اساس آن ساخته شده بود، اجرای آن «آنطور که تصور می‌شود فوری یا وحشتناک نبود».